# Педобір

Зображення Педобіру

Педобір (англ. Pedobear — досл. Педоведмідь, також Дівчур або Хлопчур) — інтернет-мем, персонаж мережевого фольклору, який представляє собою антропоморфного ведмедя-педофіла.

## Історія і опис
Прототипом Pedobear є японський ведмідь Кума (яп. ク マ ー) з 2ch.net, образ якого, однак, не має ні зв'язку з педофілією, ні будь-яких інших сексуальних конотацій. Згідно з іншими джерелами, прообразом Pedobear є зображення так званого ведмедика безпеки, яким позначалися аніме, які не рекомендовані для дітей [3].
Як і інші інтернет-меми, Педобір був широко розтиражований завдяки 4chan та іншим інтернет-форумам, де використовувався для висміювання педофілії, суспільної істерії навколо цієї тематики або просто як графічний оксиморон.

## Скандали

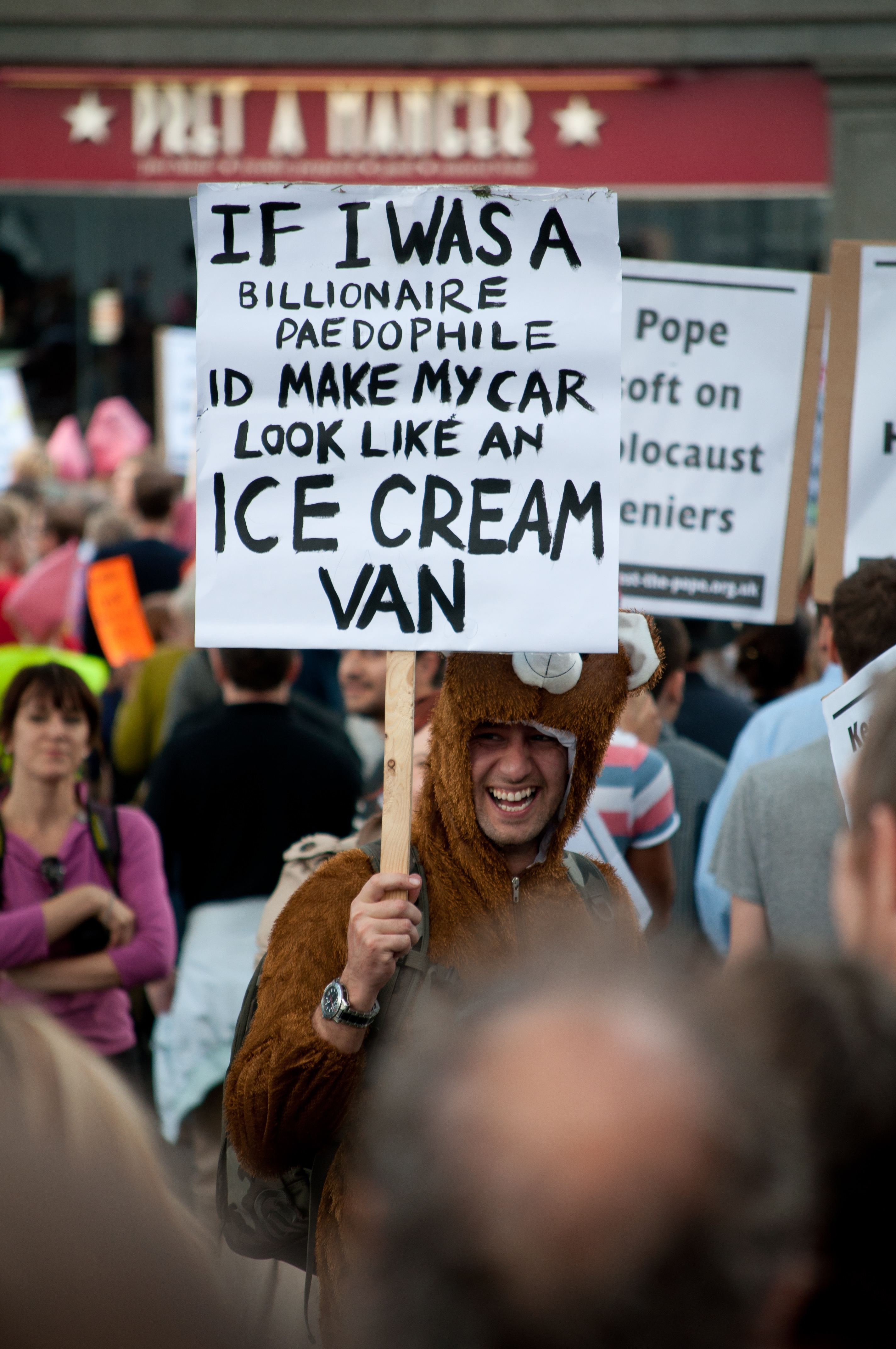
Протестуючий в костюмі Pedobear

Педобір став причиною багатьох скандалів і курйозів:
- У 2010 році Педобір виявився в центрі міжнародного скандалу — польська газета Gazeta Olsztyńska опублікувала його у якості талісману Олімпійських ігор у Ванкувері[2][3].
- В цьому ж році скандал повторився, вже з конкурсом талісманів майбутніх Олімпійських ігор в Сочі, на якому Педобір (під ім'ям Ведмідь Петро) став лідером рейтингу надісланих робіт[4].
- Напередодні IT-форума в каліфорнійському місті Сан-Луїс-Обіспо місцева поліція опублікувала офіційне застереження про те, щоб батьки маленьких дітей побоювалися одягнених в костюм ведмедя людей[5][6].
- У 2009 році консервативний колумніст Пет Б'юкенен опублікував статтю, проілюстровану фотографією, на якій президент США Барак Обама був зображений разом з Педобіром, що викликало скандал[7][8].
- Компанія Tefal видала заохочувальний приз у конкурсі дизайну пательні з зображенням Педобіру[9].
- Напередодні візиту на Мальту Папи римського Бенедикту XVI рекламні плакати з його зображенням були прикрашені Педобір, що натякало на нещодавні скандали з католицькими священиками-педофілами[10].
- 19 липня 2012 року австралійському філіалу компанії Nestlé довелося видалити з Facebook-сторінки шоколадного батончика KitKat фотографію людини в костюмі ведмедя через його схожість з Pedobear[11].